# Sympathy for the Devil
«Sympathy for the Devil» —en español: «Simpatía por el diablo» o «Compasión por el diablo»— es una canción de la banda británica de rock The Rolling Stones. Aunque está acreditada a Mick Jagger y a Keith Richards, fue compuesta por el cantante del grupo Mick Jagger inspirado en la novela de Mijaíl Bulgákov El Maestro y Margarita, que llegó a sus manos a través de su novia de ese tiempo: la actriz y cantante Marianne Faithfull. El propio autor mencionó que también pudo haberse inspirado en algún escritor francés, tal vez en Baudelaire, aunque algunas estrofas se asemejan a The Devil and Daniel Webster, de Stephen Vincent Benét. Su grabación se produjo a principios de junio de 1968 bajo la producción del estadounidense Jimmy Miller y en ella participaron como voces invitadas Marianne Faithfull y Anita Pallenberg. Se lanzó el 6 de diciembre de 1968 como la pista inicial del álbum Beggars Banquet.[cita requerida]
En la letra, Mick Jagger interpreta a un misterioso personaje que se resiste a dar su nombre y que reclama ser la principal fuerza motora que está detrás de todos los actos de maldad que han tenido lugar a lo largo de la historia de la humanidad, citando sucesos como la crucifixión de Jesús, el asesinato de la familia Romanov durante la Revolución rusa, la Segunda Guerra Mundial o el asesinato de Robert y John F. Kennedy. En el apartado musical, la batería; la adición de bongos y maracas le dio un sonido tribal a la composición. Aunque no fue editada como sencillo, su aparición en Beggars le propició a la banda británica numerosos problemas al ser sus miembros acusados de adoradores de Satanás.
Es considerada por la crítica musical como una de las mejores grabaciones de la banda y una de las mejores de la historia del rock: así, en el año 2004 la revista Rolling Stone incluyó a la canción en el puesto 32 en su Lista de Rolling Stone de las 500 canciones más grandes de la historia, mientras que la cadena televisiva estadounidense VH1 la puso en el número 26 en su lista de Las 100 canciones más grandes de rock and roll. Según el sitio agregador de listas Acclaimed Music, es la 22.ª canción más aclamada por los críticos de todos los tiempos.
La grabación también da título a la película de 1968 de Jean-Luc Godard (aunque también llamada One Plus One en Europa); en ella se produce una descripción de la contracultura estadounidense de finales de los años sesenta mezclada con escenas de los Stones grabando «Sympathy».

## Historia

### Antecedentes
Después del fracaso que significó su álbum Their Satanic Majesties Request de 1967, The Rolling Stones se tomaron unas vacaciones. A principios de 1968 el cantante de la agrupación, Mick Jagger, decide que la banda debe reforzar la producción de sus discos de estudio. Jagger charló con el ingeniero de sonido Glyn Johns por lo que Johns le recomendó a Jimmy Miller, quien había trabajado anteriormente con The Spencer Davis Group y Traffic.

Jagger vino a mi después de Satanic Majesties y me dijo Conseguiremos un nuevo productor, y le dije OK, de acuerdo. Me dijo, Conseguiremos a un americano. Y pensé Oh dios mio, es lo que me faltaba. No pienso que mi ego pueda sopertar que algún tipo con sangre Yankee venga aquí y me diga que sonido debo sacar de The Rolling Stones. Así que le dije ¡Conozco a alguien! Sé que hay uno en Inglaterra y es fantástico, y sólo había hecho el álbum de Traffic: Jimmy Miller. Y fue un buen antecedente, su primer disco fue con Traffic. Es un chico agradable, lo conocía, estaba en el estudio de al lado, Estoy seguro que lo hará fantástico.... Jagger conoció a Jimmy Miller y le dio el trabajo y la primera cosa que Jimmy Miller hizo [entre risas] fue despedirme. Porque el tenía a Eddie Kramer como ingeniero. Y, naturalmente, quería utilizar a su propio ingeniero, su hombre de confianza.
Glyn Johns, 1982

Una noche Mick se comunicó con Miller diciéndole que le «había encantado su trabajo con Traffic» y después de unos minutos le preguntó que si le gustaría producirles su nuevo álbum, cosa que el productor aceptó de inmediato. La publicación de Beggars Banquet en 1968 supuso la primera de las colaboraciones del grupo con Miller, que produciría hasta 1972 los cuatro álbumes de estudio del periodo intermedio de los Stones (Beggars Banquet, Let It Bleed, Sticky Fingers y Exile on Main St.), considerados la cumbre de su carrera. Jagger en ese entonces comenzó a adentrarse a los círculos de intelectuales ingleses de su época por lo que según él, «lo alejó de las drogas e incrementó su creatividad».

...Lo grabamos en Londres y yo me había instalado en una casa alquilada, en Chester Square. Estaba viviendo con Marianne Faithfull. ¿Todavía estaba con ella? Sí. Y estaba escribiendo un montón, leyendo mucho. Me estaba educando a mí mismo. Leía un montón de poesía. Leía mucha filosofía... Era muy sociable, siempre juntándome con el grupo de Robert Fraser [el dueño de una galería de arte]. Y no estaba consumiendo tantas drogas como para que me complicaran el proceso creativo. El de 1968 fue un período muy bueno... Había algo bueno en el aire. Fue un período creativo para todo el mundo.
Mick Jagger, 1995

### Inspiración
En esas tardes que Jagger se la pasaba leyendo poesía, una vez le llegó a sus manos la novela El maestro y Margarita del escritor soviético Mijaíl Bulgákov, regalo de su novia en ese entonces, la cantante y actriz británica Marianne Faithfull. A pesar de ello, el propio autor ha sugerido que pudo haberse inspirado en otras obras:

...Creo que lo saqué de una vieja idea de Baudelaire. Creo, pero puedo estar equivocado. A veces, cuando hojeo mis libros de Baudelaire, no la encuentro por ninguna parte. Pero, en todo caso, fue una idea que saqué de la literatura francesa. Y sólo tomé un par de líneas y las expandí.
Mick Jagger, 1995

Aunque algunas estrofas también parecen asemejarse a un pasaje de la obra The Devil and Daniel Webster, de Stephen Vincent Benét. La canción fue escrita en su totalidad por el cantante pero es acreditada como «Jagger/Richards», debido a que el guitarrista le sugirió a Mick que le dieran otro ritmo, originalmente tenía un sonido folk similar al de Bob Dylan.

### Grabación
La grabación de la primera canción de Beggars Banquet comenzó en los Olympic Studios de Londres, Inglaterra el 5 de junio de 1968 y continuó el día siguiente. Las sesiones finales tuvieron lugar los días 8, 9 y 10 de junio. Inicialmente la grabación nació como una canción folk con algunas piezas acústicas, pero con ligeros destellos originados en los ritmos brasileños, la banda la interpretó de distintas formas para observar cuál ritmo era el idóneo para la canción. Su peculiar instrumentación estuvo integrada por el músico africano Rocky Dijon, lo que le dio un ritmo de samba en la sección de percusión tocando las congas, en la que también participó el multinstrumentista de la banda Brian Jones tocando las maracas. 
Keith Richards, guitarrista principal de los Stones, no sólo se encargó del solo de la guitarra eléctrica, sino también del bajo, instrumento que se convirtió en el auténtico guía de la pieza. Sustituyó así en su puesto a Bill Wymas. Por su parte, Nicky Hopkins se ocupó del piano. Finalmente, las voces de fondo contaron con la participación de Keith, Brian Jones y Anita Pallenberg; aunque cabe señalar que en la película de Jean-Luc Godard se muestra en las voces de fondo a Marianne Faithfull, Anita Pallenberg, Brian Jones, Charlie Watts, el productor Jimmy Miller, Bill Wyman y Keith Richards. Estos últimos, junto con la percusión y los chillidos de Jagger contribuyen a crear un convincente ambiente de rito satánico primitivo.
Cabe señalar que Sympathy for the Devil también es el título de una película de 1968 de Jean-Luc Godard (titulada One plus One en Europa) acerca de la contracultura norteamericana de finales de los sesenta. La película muestra el proceso de grabación del tema por parte de los Stones.

...Y se la puede ver en esa película que filmó Godard, Sympathy for the Devil [originalmente titulada One Plus One], que tiene mucho de casualidad, porque Godard quería hacer una película sobre nosotros, filmarnos en el estudio. Quiero decir, no podría pasar ahora, tener a alguien tan interesante como Godard. Y tan malhumorado. Por casualidad estábamos grabando justo esa canción. Podríamos haber estado grabando «My Obsession», pero era «Sympathy for the Devil». Y se convirtió en el tema de la película.
Mick Jagger, 1995

El tema ha estado presente en varios de los discos en directo del grupo, y destaca especialmente la versión incluida en Get Yer Ya-Ya's Out!, grabado en noviembre de 1969. También estaba incluido en el especial para televisión que el grupo preparó para promover el disco, titulado The Rolling Stones Rock and Roll Circus. No obstante, la actuación del conjunto durante la grabación del mismo no convenció a sus integrantes, con lo que el proyecto quedó aparcado y no vería la luz hasta el año 1996.

## Canción

### Letra y polémica
Sympathy for the Devil es una pista distinta a la mayor parte de las composiciones de rock habituales, debido a que su temática no gira alrededor de los problemas sociales o el amor, muy recurrentes en este género. Aunque la composición está firmada por el binomio Jagger/Richards, fue principalmente obra del primero. Mick Jagger canta la letra en primera persona, desempeñando el papel de un Lucifer en apariencia educado, correcto y con buen gusto. De hecho, la canción empieza con los versos:
| Please allow me to introduce myself I'm a man of wealth and taste | Por favor, permíteme que me presente, soy un hombre rico y con clase |

Este comienzo refleja la inspiración en la obra de Bulgákov, pues el libro empieza de modo similar: «- Por favor, discúlpeme, -dijo, hablando correctamente pero con un acento extranjero, -por atreverme a hablar con usted sin presentarme». A pesar de estos buenos modales, el diablo enseguida pasa a relatar las infamias que ha cometido en el transcurso de la historia de la humanidad. La corrección y la ambigüedad se revelan entonces como uno de los múltiples ardides o disfraces con los que encubre sus acciones y confunde a los hombres. Así, el tema termina cuando el demonio le pide al oyente que lo trate bien, con comprensión y respeto, pero afirma, inmediatamente después, que lo contrario supondrá su condenación:
| If you meet me, have some courtesy, Have some sympathy, and some taste; Use all your well-learned politesse, Or I'll lay your soul to waste | Si me conoces, ten algo de cortesía, ten algo de consideración, y algo de buen gusto Usa toda tu bien aprendida educación o destruiré tu alma |

En la época de publicación del álbum, los Stones ya habían desatado críticas a causa de letras sexualmente explícitas, como fue el caso de «Let's Spend the Night Together». También se habían producido las primeras acusaciones de satanismo, debido a que su anterior álbum se titulaba Their Satanic Majesties Request (aunque las letras de sus canciones no contenían referencia satánica alguna). «Sympathy for the Devil» volvió a traer estas críticas a primer plano, desencadenando rumores entre los medios de comunicación y temores entre los grupos religiosos. Estos rumores afirmaban que los miembros del grupo eran adoradores del diablo y que suponían una perversa influencia para los jóvenes. No obstante, debe señalarse que una de las posibles interpretaciones de la letra es que «el diablo» es de hecho un miembro más de la humanidad. Así, en la pieza se relatan algunas de las mayores atrocidades cometidas por los hombres contra sus propios semejantes. Entre ellas se encuentra que estuvo presente en la crucifixión de Jesucristo, en ella no sólo menciona el dolor que experimentó, la tortura del hijo de Dios no se limitó a torturarlo sino que también se aseguró que intervino para que Poncio Pilato sellara su destino:
| I was around when Jesus Christ had His moment of doubt and pain Made damn sure that Pilate washed his hands and sealed His fate. | Estaba ahí cuando Jesucristo tuvo su momento de duda y dolor me aseguré de que Pilatos se lavara sus manos y sellara su destino |

Se incluye una aparente mención a la Guerra de los Cien Años (que parece referirse en realidad a la Guerra de los Treinta Años),
| I watched with glee while your kings and queens fought for ten decades for the Gods they made. | Observé con alegría como tus reyes y reinas luchaban durante diez décadas por los dioses que ellos mismos habían creado |

a la Revolución rusa de 1917:
| I stuck around St. Petersburg when I saw it was a time for a change, killed the Tsar and his ministers Anastasia screamed in vain. | Andaba por San Petersburgo cuando vi que era el momento de un cambio maté al Zar y sus ministros Anastasia gritó en vano |

y a la Segunda Guerra Mundial:
| I rode a tank, held a general's rank when the Blitzkrieg raged and the bodies stank. | Conduje un tanque, tuve el rango de General cuando la guerra relámpago rugía y los cuerpos apestaban |

La línea Troubadours who got killed before they reached Bombay ('Trovadores que fueron asesinados antes de llegar a Bombay') hace referencia a los hippies que viajaban por el “Hippie Trail” por carretera. Muchos de ellos fueron asesinados y estafados por vendedores de drogas en Afganistán y Pakistán. Los negocios turbios fueron probablemente las trampas (traps).
La letra también incluye referencias a las muertes de John y Robert Kennedy. La última ocurrió mientras se estaba grabando el álbum, obligando a cambiar la frase Who killed John Kennedy? ('¿quién mató a John Kennedy?') por Who killed the Kennedys? ('¿quién mató a los Kennedy?').
Bajo ese prisma diferente, la canción podría reinterpretarse como una crítica a la inmoralidad de la propia humanidad o a su hipocresía al levantar una figura metafórica del mal en lugar de buscarlo en su interior. En una entrevista con la revista Creem, Jagger reflexionaba sobre la polémica y afirmaba que le extrañó que se les tildase de adoradores del diablo por tan sólo una canción («no se trataba de un álbum lleno de signos ocultos en el dorso»). En otra entrevista concedida a la revista Rolling Stone se refiere al contenido de la canción:

...Y eso no tenía nada que ver con lo que yo había querido decir [sobre las acusaciones de satanismo en la letra]. El tema de la canción no era la magia negra ni todas esas estupideces... como Megadeth o cualquiera de esas cosas que vinieron después. Era diferente. Antes habíamos jugueteado con esa imaginería... que era Satanic Majesties..., pero no estaba puesto en palabras... Lo que quiero decir es que no era lo que yo pretendía con «Sympathy for the Devil». Si uno lee bien la letra, no tiene nada que ver con la magia negra en sí.
Mick Jagger, 1995

La controversia acerca del tema pudo haber sido todavía mayor de no ser porque el primer sencillo del álbum, «Street Fighting Man» levantó más polémica todavía. La canción fue publicada junto con «No Expectations» en agosto de 1968, año del asesinato de Martin Luther King, en el que tuvieron lugar en Estados Unidos numerosas revueltas raciales y protestas contra la Guerra de Vietnam (como la que tuvo lugar aquellos días en la Convención Demócrata). En este contexto, la canción fue acusada de incitar a la subversión, y padeció el boicot de varias emisoras de radio, lo que obligó a la discográfica encargada de su distribución en Estados Unidos, London Records, a retirarla de la circulación.

### Polémica interpretación en el Altamont Speedway '69
En diciembre de 1969, la canción volvería al ojo del huracán tras el tristemente célebre Altamont Speedway Free Festival, macro-concierto gratuito que el grupo ofreció el 6 de diciembre en Altamont, California, junto a Santana, Jefferson Airplane, The Flying Burrito Brothers y Crosby, Stills, Nash and Young. Lo que pretendía ser la respuesta occidental al Festival de Woodstock, acabó convertido en un auténtico caos debido al poco tiempo con que se preparó, al descontrol y a la contratación de la legendaria banda de moteros, los Ángeles del Infierno, como encargados de la seguridad.
Mientras el grupo interpretaba «Sympathy for the Devil», que tuvo que ser interrumpida varias veces, comenzó un altercado delante del escenario que acabaría con la muerte del joven Meredith Hunter a manos de los Ángeles. Aunque, en realidad, la muerte en sí se produjo mientras el grupo interpretaba «Under My Thumb».
No obstante, fue «Sympathy» el tema que se vio salpicado por esta tragedia, convirtiéndose en una canción "maldita", ya que el grupo apenas la interpretó en directo desde 1970 hasta 1989. Durante la década de los 70 se dejó de tocar a partir de la gira de 1971, con la salvedad del Tour de las Américas 1975 y el Tour de Europa 1976. En los 80 la actividad en directo de los Stones fue prácticamente nula, y, salvo una interpretación esporádica en la primera cita de la gira de 1981, fue a partir del Steel Wheels Tour 1989 cuando «Sympathy for the Devil» volvió a incluirse al repertorio en directo. A partir de entonces volvió a convertirse en un pilar sólido en directo en todas las giras. Antes de la cita de Altamont, la canción ya había formado parte del repertorio en directo durante toda la gira American Tour 1969, que finalizó con el polémico concierto. Había debutado en directo el 11 de diciembre de 1968, cuando fue interpretada como parte del espectáculo Rock and Roll Circus de los Stones.
Sin embargo, puede ser que el incidente no tuviese realmente nada que ver con la decisión del grupo de no tocarla, ya que su eliminación de los setlists en directo no fue inmediata, puesto que la tocaron durante toda la gira de 1970 y en una ocasión esporádica en la gira de 1971.

### Música
«Sympathy» del mismo modo es distinta también en la instrumentación, no coincide con una canción de rock. No se compone de los ritmos de cuatro tiempos (4/4) básicos de este género, esta es propulsada principalmente por el bajo y seguida por la batería. Abre con percusiones a un ritmo de samba, tapado por los Tom-toms, al que lentamente se le van añadiendo las congas y las maracas. Con un ambiente selvático, Jagger grita en falsetto simulando a un chimpancé, y se sigue repitiendo por un tiempo prolongado. El sonido se va haciendo más tribal mientas más avanza el ritmo, a manera de una fiesta vudú o una ceremonia de sacrificio en lo profundo del África, a lo que el intérprete gruñe y súbitamente. Antes de comenzar las cuatro primeras líneas, el bajo hace su aparición, creando con las percusiones de fondo un ambiente pacífico, distinto al que dominaba a principios de la canción. El bajo no sirve para tocar un riff repetitivo, Richards improvisa hasta que aparece la voz del diablo con un refinado acento inglés: Please allow me to introduce myself...
Durante el trascurso del primer verso y del coro Hopkins realiza acordes con el piano con cierta discreción, siguiendo el ritmo templado de la pieza; sin embargo, cuando el bajo vuelve a tomar la batuta, aumentando al doble de su velocidad anterior, al inicio de la segunda estrofa, Hopkins se acelera, improvisa y su instrumento se conecta con las agitadas percusiones, yendo de la mano con la anarquía que se refleja en la letra que nos habla del asesinato de zar y de la guerra relámpago. Para este momento, el piano comienza a tomar tintes de blues y góspel. Conforme la interpretación prosigue, la voz de Jagger va tornándose más agresiva, más enfadada y despierta con los horrores que relata en la canción. En la tercera estrofa se escucha el “whoo, whoo” al final de cada línea, en una estrofa interpretada con una sencilla voz infantil, añadiéndole un fantasmal estribillo que alarga el violento ritmo de los instrumentos. La interpretación de Jagger se torna tensa, quebrantando su voz cada vez que se entona cada palabra. Keith arrebata el cuarto verso con su serpenteante solo de guitarra (su mejor solo, según críticos), que representa en cierta forma el carácter anárquico y cambiante de la canción. Al final, se regresa a la educada voz de Jagger para cerrar con la última estrofa y el coro acompañado de una extensa improvisación de bajo, percusión, guitarra, coros y piano. Durante esta última parte la voz de Mick y la guitarra de Keith se enfrentan, haciendo eco una contra otra, persiguiéndose furtivamente hasta el fade-out, y Jagger, en un rasgado falsetto, pregunta continuamente: Can you guess my name?

### Demo
El demo de la canción presenta un ritmo mucho más lento y menos violento, más inclinado al folk o al blues.
Esta versión es cantada por Jagger con una voz más gruesa y calma que en la versión final, con él y Brian Jones en las guitarras acústicas, Richards en la guitarra eléctrica , Watts en la batería, Wyman en el bajo (en lugar de Keith) y Hopkins tocando el orgáno.
Esta versión también carece de tanta percusión y los whoo-whoo, quitando ese estilo «tribal», el solo de Keith resulta poco más lento y menos distorsionado que la versión final. Además algunas letras fueron cambiadas, por ejemplo: Please Let me Introduce myself a Please allow me to introduce myself y Who killed John Kennedy? a Who killed the Kennedys?, debido a la muerte de Robert Kennedy mientras se grababa el álbum.

## En directo
La canción hizo su debut en directo en The David Frost Show el 29 de noviembre de 1968, aunque, realmente, la puesta de largo de la canción fue el 11 de diciembre de 1968, dos semanas después, cuando apareció en The Rolling Stones Rock and Roll Circus, espectáculo en el que los Stones invitaron a varias estrellas de la época, tales como The Who, John Lennon o Eric Clapton, entre otros.
Ya como parte de las giras musicales del grupo, su trayectoria en directo fue la siguiente:
- American Tour 1969 y European Tour 1970: se tocó en todos los conciertos de ambas giras, incluido el tristemente célebre Altamont Speedway Free Festival, que cerraba la gira de 1969.
- UK Tour 1971: se tocó solo en un concierto, celebrado en Newcastle. No volvería a interpretarse hasta 4 años después.
- Tour of the Americas '75 y Tour of Europe '76: se tocó solo en unos pocos conciertos, los cinco seguidos celebrados en el Forum de Inglewood de Los Ángeles, y otros cinco más celebrados en el Madison Square Garden de New York, en 1975, y tres más, también consecutivos, en el Earls Court de Londres, en 1976. No volvería a interpretarse en una gira hasta 1989.
- American Tour 1981: se tocó en el concierto previo al inicio de la gira que, en realidad, fue un ensayo para fanes que no contó como parte de esa gira.
- A partir del Steel Wheels Tour 1989, la canción aparecería ya siempre en todas las giras desde entonces, faltando muy pocas veces en vivo. Formó parte del Steel Wheels/Urban Jungle Tour 1989-90, Voodoo Lounge Tour 1994-95, Bridges to Babylon Tour 1997-98, No Security Tour 1999, Licks Tour 2002-03, A Bigger Bang Tour 2005-07, 50 & Counting Tour 2012-13, 14 On Fire Tour 2014, Zip Code Tour 2015, América Latina Olé Tour 2016, No Filter Tour 2017-19, Sixty Tour 2022 y Hackney Diamonds Tour 2024. De todas estas giras, la canción solamente faltó en algunos conciertos en el Voodoo Lounge Tour (faltó en casi toda la primera manga), y en el Licks Tour donde también faltó en varios conciertos.

## Personal
Acreditados:
- Mick Jagger: voz principal.
- Keith Richards: bajo, guitarra eléctrica, coros.
- Brian Jones: coros.
- Nicky Hopkins: piano.
- Bill Wyman: shekere, coros.
- Charlie Watts: batería, cencerro, coros.
- Marianne Faithfull: coros.
- Anita Pallenberg: coros.
- Jimmy Miller: coros.
- Rocky Dzidzornu: congas.

## Reconocimientos
La siguiente información complementaria respecto a los reconocimientos de la crítica a «Sympathy for the Devil» está adaptada de la página web musical AcclaimedMusic.net:
| Publicación                        | País           | Lista                                        | Año  | Posición |
| ---------------------------------- | -------------- | -------------------------------------------- | ---- | -------- |
| Salón de la Fama del Rock and Roll | Estados Unidos | Las 100 canciones que dieron forma al Rock   | 1994 | *        |
| Rock de Lux                        | España         | Los 150 mejores canciones del siglo XX       | 1998 | 21       |
| VH1                                | Estados Unidos | Las 100 mejores canciones del Rock & Roll    | 2000 | 26       |
| Q                                  | Reino Unido    | Las 1001 mejores canciones                   | 2003 | 158      |
| Rolling Stone                      | Estados Unidos | Las 500 canciones más grandes de la historia | 2004 | 32       |
| Mojo                               | Reino Unido    | Las 100 grabaciones que cambiaron el mundo   | 2007 | 48       |

(*) listas que siguen un orden cronológico.

## Versiones de otros grupos
La canción ha conocido múltiples versiones desde su publicación. Entre ellas, se incluye una notable de Jane's Addiction, incluida en su álbum en directo Jane's Addiction, de 1987. La banda de jazz rock Blood, Sweat & Tears realizó una versión más oscura y compleja, que llamaron «Symphony For the Devil», que aparece en el tercer álbum del grupo. Quizá la más famosa sea la de la banda de hard rock Guns N' Roses, que fue grabada en 1994 y se escucha durante los créditos finales de Entrevista con el Vampiro y se incluyó como sencillo de su álbum Greatest Hits, la película de Neil Jordan sobre el libro de Anne Rice. Por otro lado, en 1989 la banda eslovena Laibach editó un álbum con siete visiones diferentes del tema, con estilos que van desde una sinfonía wagneriana a una pieza techno.
También el músico Charly García la tocó en una serie de shows que hizo en la zona de playas de Buenos Aires y posteriormente la grabó para su disco de covers Estaba en llamas cuando me acosté. En 1993 la banda colombiana 1280 Almas incluyó un cover de esta canción en su disco Háblame de horror, en el que la banda sustituye la frase: «Who killed the Kennedys?» («¿quién mató a los Kennedy?») por «¿Quién mató a Gaitán?», haciendo referencia al asesinato del político colombiano Jorge Eliécer Gaitán.
Otros artistas que han hecho uso de la pieza son: The Residents (que la combinaron en un quodlibet con «Hey Jude», de The Beatles), Ozzy Osbourne, U2 (que tocó en algunos conciertos fragmentos de la canción junto con «Ruby Tuesday», incluidas ambas dentro de la interpretación de su tema «Bad»), Tiamat, Natalie Merchant y Roxy Music.
Diego Capusotto grabó su propia versión del tema para la presentación de Peter Capusotto y sus videos.
La banda inglesa de heavy metal Mötorhead incluyó su propia versión de la canción en su álbum Bad Magic publicado en 2015.

## «Sympathy for the Devil» en la cultura popular
- En la película Entrevista con el vampiro, es el tema que suena al final de la película y durante los créditos.
- En el libro de Hunter S. Thompson Miedo y Asco en Las Vegas, Thompson reproduce constantemente el tema para «mantener el ritmo en la carretera».
- En el cómic de Alan Moore, V de Vendetta, el personaje principal, un terrorista conocido como «V», cita las dos primeras líneas de la canción mientras irrumpe en la habitación del obispo Anthony Lilliman para asesinarlo.
- La canción se interpreta durante la celebración de una misa de vigilia en la película C.R.A.Z.Y.. También aparece como tema de cierre en las películas Fallen y Entrevista con el vampiro.
- Está presente en la novela de Stephen King El cazador de sueños.
- En un episodio de Los Simpson, Bart Gets Hit By A Car, Bart Simpson se encuentra en un sueño con el diablo, quien se presenta con la primera línea de esta canción.[34]
- En el videojuego Call of Duty: Black Ops, durante un segmento de una misión (donde el protagonista y su equipo abordan una barca armada, y navegan por un río de Vietnam), la canción toca por la radio (curiosamente, al protagonista se le lava el cerebro, de manera frustrada, para que mate a Kennedy, lo que hace irónico que diga "who kill the Kennedys").
- La canción que se interpreta en la introducción del programa cómico argentino Peter Capusotto y sus videos.
- La canción sirve como introducción y publicidad a la serie Sleepy Hollow de la cadena FOX Latinoamérica.
- Esta canción sale en el juego de danza Just Dance 2 pero con el remix de Fatboy Slim.
- La propia canción aparece en la novela corta del escritor Stephen King Sala de autopsias número cuatro. Esta es reproducida en la radio de los forenses mientras el protagonista de la novela es incapaz de moverse, intentándose hacerse oír por encima del volumen de la música.
- El capítulo 1 de la Quinta Temporada de la Serie Supernatural creada por Eric Kripke lleva el nombre de la canción.
- El capítulo 6 de la serie animada Cowboy Bebop creada por Shinichiro Watanabe lleva el nombre de la canción.
- En la película La obediencia perfecta (2014) aparece en una escena.
- La canción aparece en la radio del videojuego Mafia III.
- En la película del 2015 Focus la canción aparece en una escena, la misma forma parte de una estrategia para estafar a un apostador oriental.
- Esta canción se puede escuchar al comienzo de la película Suicide Squad.
- También podemos escuchar la versión de Guns N' Roses en los créditos finales de " Entrevista con un vampiro" (1994) de Neil Jordan, con Brad Pitt y Tom Cruise.
- En la película Cruella se puede escuchar al final.